# 世界新闻报 (中国)
《世界新闻报》由中国国际广播电台主办，创刊于1990年代初，每周一、周四出版。
《世界新闻报》在美国、俄罗斯、英国、法国、德国、意大利、瑞士、埃及、以色列、肯尼亚、澳大利亚、日本、泰国、韩国、巴西、墨西哥、阿根廷等全球60多个国家和地区，派有常驻记者和特约记者。
除了在北京印刷外，《世界新闻报》在上海、广州、成都、沈阳、西安、杭州、长春、武汉等多个城市设有分印点。

## 外部連結
- 世界新闻报官方新浪微博 （页面存档备份，存于）